# Polypodiodes pseudo-amoena
Polypodiodes pseudo-amoena là một loài thực vật có mạch trong họ Polypodiaceae. Loài này được (Ching) Ching in B.M. Barthol. et al. miêu tả khoa học đầu tiên năm 1983.